# 六福集團

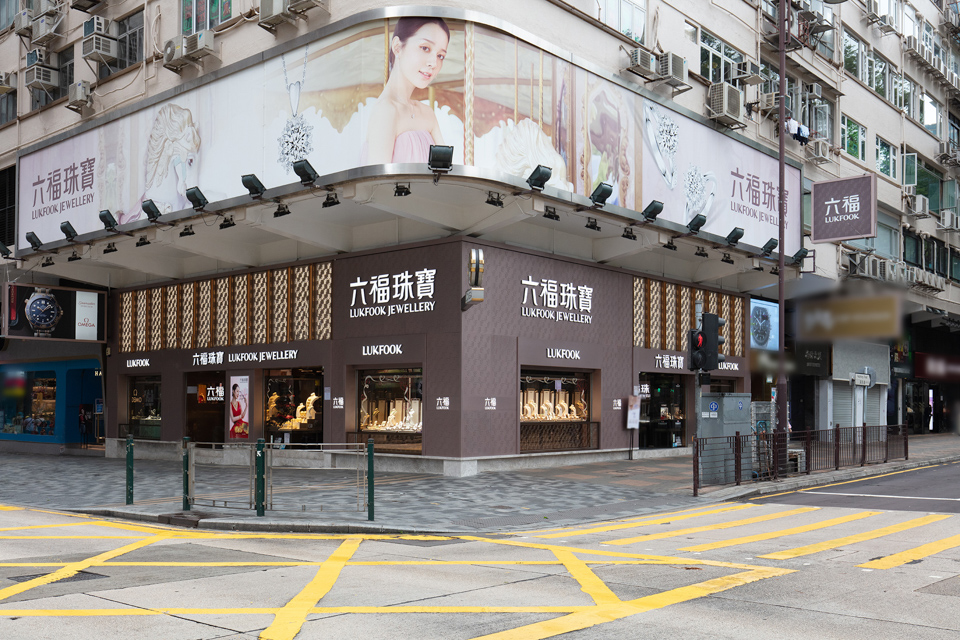
六福珠寶於香港尖沙咀旗艦店

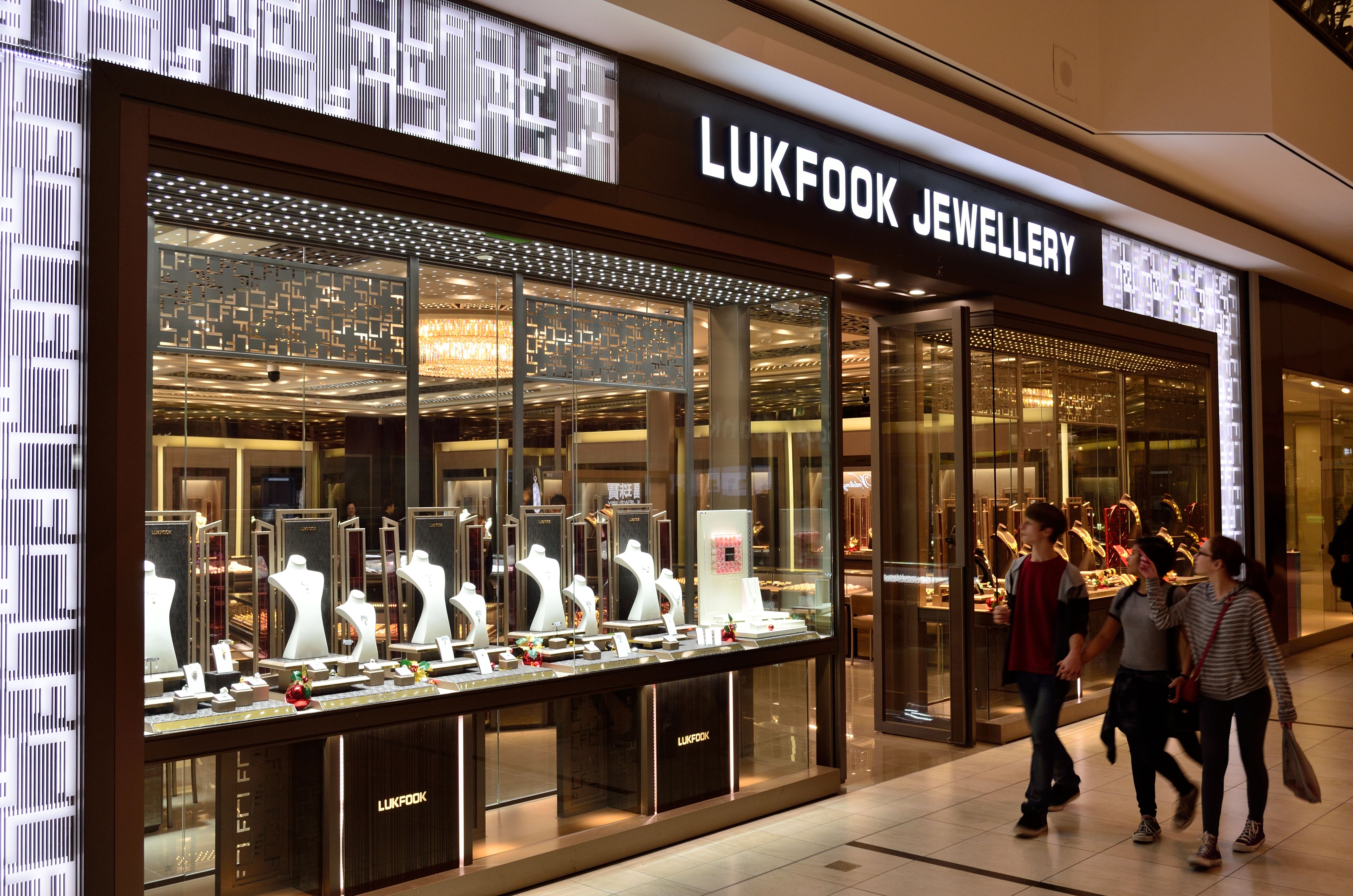
六福珠寶於加拿大安大略省萬錦市麥威老購物中心（Markville Shopping Centre）分店

六福集團（国际）有限公司，（英語：Luk Fook Holdings (International) Limited，港交所：0590），主要業務包括經營六福珠寶金行，成立於1991年，首間分店位於香港島北角。公司於1997年5月在香港聯合交易所上市。主業是黃金珠寶首飾、鑽石、寶石的採購、零售及批發買賣。

## 收購
集團於2023年7月30日公佈斥1.86億收購香港資源控股有限公司一半股份，並鞏固了金至尊珠寶業務和品牌的控制權。到2024年1月12日，收購工作完成，使金至尊珠寶及其母公司成為集團的子公司。

## 全球零售點
公司現時在香港、澳門、內地、馬來西亞、柬埔寨、菲律賓、老撾、泰國、美國、加拿大及澳洲共11個國家和地區擁有逾3,470個零售點。
- 香港：現時擁有55間分店
- 澳門：18間分店
- 中國內地：現時有逾3,390間分店
- 馬來西亞：4間
- 柬埔寨: 3間
- 菲律賓: 3間
- 美國：4間
- 加拿大：2間
- 澳洲：3間
- 老撾：1間
- 泰國：2間

## 發展歷史
- 1991年：在香港開業，於北角設立第一間分店，香港小姐冠軍楊寶玲是其中一位股東。
- 1996年: 翁虹及楊寶玲擔任代言人。
- 1996年：在香港成立「中華珠寶鑑定中心」。[4]
- 1997年：在香港交易所主板上市（港交所：590） 。
- 2000年：設立了網上的珠寶交易平台。
- 2001年：成立10周年，有近70間分店。
- 2002年：開設第一間澳門的分店，同年在中國廣東省廣州市南沙区購買了35萬平方呎土地興建「六福珠寶文化創意産業園」，並自設珠寶加工廠。
- 2003年：在中國內地取得獨資經營牌照，並在加拿大開設當地第一間分店。
- 2006年：開設第一間美國的分店。
- 2010年：開設第一間新加坡的分店。
- 2011年：位於香港佐敦的總辦事處「六福珠寶中心」正式啟用、「六福珠寶文化創意産業園」的第二期建設工程展開。
- 2012年：於珠寶國際盛事「JNA大獎」中勇奪「年度零售商」殊榮、獲《Retail Asia》選為「2012亞太區最佳零售商500強」及「香港區最佳零售商」。
- 2013年：「六福」商標被國家行政機關認定為「中國馳名商標」、六福珠寶全球分店數量突破1,000家。
- 2014年：六福集團宣布達成收購香港資源控股旗下中國金銀50%權益之買賣協議。
- 2015年：與全球最大的鑽石供應商De Beers Group of Companies（「De Beers」）簽訂三年鑽石毛坯特約配售商合約，成為De Beers特約配售商之一。同年，於加拿大多倫多開設海外最大分店。
- 2016年：六福珠寶進軍馬來西亞吉隆坡兩分店隆重開業。
- 2016年：六福珠寶美國紐約第二間分店隆重開業。
- 2017年：美國三藩市第二間分店隆重開業。
- 2018年：進軍菲律賓市場，馬尼拉新店隆重開業。
- 2019年：Goldstyle系列在西安開設首間店舖。
- 2019年：全球零售點突破2,000個。
- 2020年：於廈門及昆明開設「六福精品廊」。
- 2020年：興建「六福珠寶文化創意産業園」第三期廠房。
- 2021年：進軍老撾市場。
- 2022年：於宜昌市啟動興建「六福珠寶文化創意產業園」。
- 2023年：官方網店投入服務。
- 2024年：收購香港資源控股有限公司(2882.HK)成為集團子公司，深化「金至尊珠寶」與「六福珠寶」之間的協同效應。

## 外部連結
- 六福集團（國際）有限公司的官方網站